# 映画 プリキュアオールスターズDX2 希望の光☆レインボージュエルを守れ!
『映画 プリキュアオールスターズDX2 希望の光☆レインボージュエルを守れ!』（えいが プリキュアオールスターズデラックスツー きぼうのひかり レインボージュエルをまもれ）は、2010年3月20日公開のアニメ映画。プリキュアシリーズの歴代作品のクロスオーバー作品の第2作目である。

## 概要
『映画 プリキュアオールスターズDX みんなともだちっ☆奇跡の全員大集合!』の続編で、監督・脚本・作画監督などのメインスタッフは前作と概ね同じである。『映画 フレッシュプリキュア! おもちゃの国は秘密がいっぱい!?』の上映終了後に情報公開され、『ハートキャッチプリキュア!』にとっては、スクリーンデビュー作となった。
『フレッシュプリキュア!』のキュアパッション、『ハートキャッチプリキュア!』のキュアブロッサムとキュアマリンが新参戦することがトップページで明かされ、今回は合計17人のプリキュアが登場する。
プリキュアの家族・プリキュアの協力者（プリキュアと改心した歴代敵組織の元幹部を含む）などといった各シリーズの登場キャラクターも前作同様に節々で登場し、さらに『フレッシュ』までのレギュラー単独映画で登場したゲストキャラクターもモブとして多く出演する。本作ではメインキャラクター（敵キャラクター含む）の声優が声を担当するサブキャラクターを中心に兼役で声が当てられている。
登場する敵キャラクターも、前作は毎回現れる怪物キャラクターであったが、今回は『フレッシュ』までのTVシリーズにおける敵組織の幹部が一部出演すると同時に本作オリジナルの敵も登場し、プリキュア達と戦いを繰り広げる展開となっている。TVシリーズで改心した敵組織の元幹部の一部は観客として登場するが、戦闘には参加しない。
上記の通り大量にキャラクターを出演させる都合上、本作に出演した声優陣を合計すると44人に及ぶ。また本作は『ハートキャッチ』と『フレッシュ』を軸に、歴代プリキュアと力を合わせるという構成になっており、『Yes!プリキュア5GoGo!』より以前の変身メンバーは、出番が前作に比べ比較的少なめになっている。事実、前作ではプリキュア達の変身バンクシーンは全員のものが使用されたが、今作では『フレッシュ』と『ハートキャッチ』のものが使用されるのみに留まっている。ただし名乗りを上げるシーンとして、前作同様変身シーンの最後だけは全員流用されている。
また、「オールスターズ」作品としては初めてとなる強化形態「キュアレインボー」も登場している（後述）。
エンディングは『フレッシュ』より始まった試みである、モーションキャプチャーを使用したフル3DCGアニメーションによるプリキュアオールスターズのダンス映像となっており、公開前に放送されたTV特番ではシプレとコフレがこの場面に関し、「ミラクルライトでコンサートの雰囲気を味わって下さい」と宣伝したが、劇中ではダンス映像とミラクルライトに関する台詞はない。また本編中にも一部プリキュア達が3DCGで戦うシーンがある。2010年3月25日・26日の『東京国際アニメフェア』東映アニメーションブースでは、エンディングパートを3D眼鏡でみる3D立体映像化した特別映像を公開している（劇場上映はされていない）。
原画には今までのキャラクターデザインを担当した人物を含めたシリーズ常連スタッフ以外にも、ゲストとして木村貴宏を初めとした人物も起用されている。
続編という位置づけ（物語としての続編ではない）であるため、『ハートキャッチ』以外のキャラクターは、前作に登場していなかった東せつな / キュアパッションを含め既に友達となっている。精霊同士だけはプリキュアに先駆けて交流があるのも同様。
前売り券・入場者特典は継続されており、特にシリーズ定番となったミラクルライトは「クリスタルミラクルライト」として中学生以下にデータカードダス『ハートキャッチドリームダンス』で使える映画特製のデータカードダスと、「プリキュアDX2タイプ サンバイザー」と呼ばれるサンバイザーとともに配布されている。
前作同様、当初は情報公開されていなかった『ハートキャッチ』の登場は伏せられていた。しかし特報の時点でコフレの被り物をつけた咲が、歴代の主人公とテーマパークを駆けて行くシーンは公開されていた。

### 興行成績
全国159スクリーンで公開され、連休となった初日3日間の成績は動員29万5911人、興収3億1852万1200円を記録、2010年3月20 - 21日の映画観客動員ランキング（興行通信社調べ）で初登場第2位を獲得（第1位は『ドラえもん のび太の人魚大海戦』）。前作プリキュアオールスターズDX（最終興収10.1億円）に対し、動員比133.6％、興収比132.0％と前年を大きく上回る好スタートとなった。また、ぴあ初日映画満足度ランキングでも第2位となっている。
公開9日間の累計成績は56万1,202人、興収6億224万4,200円となり観客動員ランキング2週連続第2位となっている。
4月17日には前作の89万人を超え観客動員数が100万人突破している。
最終成績は観客動員が約107万3000人、興行収入は約11億5000万円であり、興収は2018年10月公開の『映画 HUGっと!プリキュア♡ふたりはプリキュア オールスターズメモリーズ』が更新するまで、動員は2023年9月公開の『映画 プリキュアオールスターズF』が更新するまで、プリキュアシリーズの映画で歴代最高記録であった。

## ストーリー
ある日、つぼみとえりかの元からシプレとコフレが「さがしてください」という置き手紙を残して消えた。残されていた謎の招待券を便りに探しに行くと、海に浮かぶ遊園地「フェアリーパーク」に辿り着いた。そこはプリキュアを支える妖精達をイメージした乗り物やグッズが満載の楽しそうなテーマパークであった。つぼみ達はラブ達とひょんなことから知り合い、一緒に遊びに来た11人の友達を探すことになる。
テーマパークを楽しみながら友達を探していたつぼみ達だったが、そこへ、このテーマパークの宝である「レインボージュエル」を狙うべくプリキュア達の宿敵が続々と現れる。そこへ11人の友達である『プリキュア』達が助けに入り一度は退けたものの、深海の闇ボトムによりレインボージュエルが奪われてしまい、フェアリーパークは崩壊してしまう。
崩壊によって離れ離れになったプリキュアと精霊達は、復活した敵幹部達の猛攻を受けながらも、レインボージュエルを守るため、仲間達との合流を目指す。
ブロッサムとマリンに全てを託したプリキュア達だったが、あと一歩のところでレインボージュエルをボトムに奪われてしまい、プリキュア達は力を失ってしまう。復活させた幹部達を取り込んだボトムの体躯は強大だったが、ブロッサムはそれでも負けじと立ち上がり、プリキュア達は再びボトムに戦いを挑んだ。その時、ミラクルライトの力でプリキュア達に再び力が与えられ、今一度ボトムとの戦いが始まった。
苦闘の末、プリキュア達はキュアレインボーに変身。全員の力を込めた合体技を放ち、ついにボトムを撃破するのであった。

## 登場キャラクター
ここでは本作での役回りや原作との相違点をおもに記述する。基本的な詳細は各作品のキャラクター項目を参照。なお、再生幹部達の中には人間態が存在するキャラクターもいるが、今作では未登場である。

### ふたりはプリキュア/ふたりはプリキュアMax Heart
プリキュア
フェアリーパークに招待されるが、なぎさがチケットを無くすなどのアクシデントで遅刻し、ほかのメンバーたちとはぐれる。
最終的に「スーパープリキュア」となり、パワーアップする。
美墨 なぎさ（みすみ なぎさ） / キュアブラック
声 - 本名陽子
雪城 ほのか（ゆきしろ ほのか） / キュアホワイト
声 - ゆかな
九条 ひかり（くじょう ひかり） / シャイニールミナス
声 - 田中理恵

妖精
メップル
声 - 関智一
ミップル
声 - 矢島晶子
フェアリーパークの運営に携わり、風船を配っていた。パーク崩壊後はなぎさたちとはぐれ、つぼみたちと行動をともにする。
ポルン
声 - 池澤春菜
ルルン
声 - 谷井あすか
フェアリーパークの運営に携わり、クリスタルミラクルライトを配っていたが、メップルとミップルが配る風船を求めて持ち場を離れ、お化け屋敷に放置する。

サブキャラクター
美墨 岳（みすみ たかし）
美墨 理恵（みすみ りえ）
美墨 亮太（みすみ りょうた）
雪城 さなえ（ゆきしろ さなえ）
雪城 太郎（ゆきしろ たろう）
雪城 文（ゆきしろ あや）
久保田 志穂（くぼた しほ）
声 - 仙台エリ
高清水 莉奈（たかしみず りな）
藤田 アカネ（ふじた アカネ）
藤村 省吾（ふじむら しょうご）
ベローネ学院の校長
米槻（こめつき）
フェアリーパークの来場客。
ラウンド
スクエア
マーキーズ
声 - 川田妙子
オーバル
トリリアント
ペア
ハート
雲の園の老師
ムタ
フェアリーパークの運営に携わっている精霊たち。

### ふたりはプリキュア Splash Star
プリキュア
フェアリーパークに招待されるが、道に迷って遅刻してほかのメンバーたちと合流し損ねる。咲が「迷ったのは地図のせい!」と主張し、そのことでのぞみと共感し合う。それを見た舞が呆れ、りんたちと謝り合う。
日向 咲（ひゅうが さき） / キュアブルーム / キュアブライト
最終的に「ブライティブルーム」となる。
声 - 樹元オリエ
美翔 舞（みしょう まい） / キュアイーグレット / キュアウィンディ
声 - 榎本温子
最終的に「ウィンディイーグレット」となる。

妖精
フェアリーパークの運営に携わっている精霊たち。パーク崩壊とともに咲や舞とはぐれる。
フラッピ
声 - 山口勝平
チョッピ
声 - 松来未祐
ムープ
声 - 渕崎ゆり子
フープ
声 - 岡村明美

サブキャラクター
日向 大介（ひゅうが だいすけ）
日向 沙織（ひゅうが さおり）
日向 みのり（ひゅうが みのり）
声 - 齋藤彩夏
美翔 和也（みしょう かずや）
星野 健太（ほしの けんた）
声 - 竹内順子
宮迫 学（みやさこ まなぶ）
声 - 入野自由
安藤 加代（あんどう かよ）
伊東 仁美（いとう ひとみ）
太田 優子（おおた ゆうこ）
竹内 綾乃（たけうち あやの）
霧生 満（きりゅう みちる）
声 - 渕崎ゆり子
霧生 薫（きりゅう かおる）
声 - 岡村明美
フェアリーパークの来場客。
ミニッツ
アワーズ
フェアリーパークの運営に携わっている精霊たち。

### Yes!プリキュア5/Yes!プリキュア5GoGo!
プリキュア
運営に携わっているミルク（くるみ）以外の5人がフェアリーパークに招待されるが、道に迷って遅刻してほかのメンバーたちと合流し損ねる。のぞみが「迷ったのは地図のせい」と主張し、そのことで咲と共感し合う。それを見たほかのメンバーが呆れ、舞と謝り合う。
最終的にキュアドリームは「シャイニングドリーム」となり、ほかはレインボー化してパワーアップする。
夢原 のぞみ（ゆめはら のぞみ） / キュアドリーム
声 - 三瓶由布子
夏木 りん（なつき りん） / キュアルージュ
声 - 竹内順子
春日野 うらら（かすがの うらら） / キュアレモネード
声 - 伊瀬茉莉也
秋元 こまち（あきもと こまち） / キュアミント
声 - 永野愛
水無月 かれん（みなづき かれん） / キュアアクア
声 - 前田愛
ミルク / 美々野 くるみ（みみの くるみ） / ミルキィローズ
声 - 仙台エリ
フェアリーパークの運営に携わっている。途中からは変身して戦う。

妖精
ココ / 小々田 コージ（ここだ コージ）
声 - 草尾毅
ナッツ / 夏（ナッツ）
声 - 入野自由
フェアリーパークの運営に携わっており、レインボージュエルの解説を来場客に行う。
シロップ / 甘井 シロー（あまい シロー）
声 - 朴璐美
フェアリーパークの運営に携わっている。後半は飛行形態に変身し、精霊達の移動手段となる。

サブキャラクター
夏木 ゆう（なつき ゆう）
夏木 あい（なつき あい）
春日野 ミッシェル（かすがの ミッシェル）
春日野 平蔵（かすがの へいぞう）
秋元 まどか（あきもと まどか）
坂本（さかもと）
鷲尾 浩太（わしお こうた）
増子 美香（ますこ みか）
ブンビー
声 - 高木渉
ブンビーカンパニーの社員
フェアリーパークの来場客。
ドーナツ国王
ババロア女王
クレープ王女
モンブラン国王
ミギリン
ヒダリン
チョコラ
声 - 川田妙子
ビター
ドライ
フェアリーパークの運営に携わっている精霊や人物たち。なお、チョコラは本作品ではデザート王国のドレス姿で登場。

### フレッシュプリキュア!
プリキュア
フェアリーパークに招待されるが、ラブが電車に乗り遅れるなどのドジによって遅刻し、ほかのメンバーとはぐれる。そのことで美希とせつなにそれとなく責められる。つぼみを助けたことで彼女たちとも仲よくなる。
最終的に、「エンジェル」形態となる。
桃園 ラブ（ももぞの ラブ） / キュアピーチ
声 - 沖佳苗
本作では「ハンドルを握ると性格が変わる」という設定が付加されており、同乗したつぼみを振り飛ばさんばかりの勢いでゴーカートを爆走させていた。
蒼乃 美希（あおの みき） / キュアベリー
声 - 喜多村英梨
山吹 祈里（やまぶき いのり） / キュアパイン
声 - 中川亜紀子
東 せつな（ひがし せつな） / キュアパッション
声 - 小松由佳
クロスオーバー映画初登場。『フレッシュ』本編の最終回で隼人・瞬とともにラビリンスに帰っていったが、ラブたちのところに戻って来ている。
本作では「TV本編では何でもそつなくこなしてきたが乗り物の運転は苦手（本人にその自覚はない）」という設定が付加されており、ゴーカートに同乗したえりかが恐怖で顔を引きつらせるのをよそに、スピンと激突を繰り返していた。
妖精
フェアリーパークの運営に携わっている精霊たち。『フレッシュ』本編の最終回でスウィーツ王国に帰っていったが、ラブたちのところに戻っている。
シフォン
声 - こおろぎさとみ
相変わらずイタズラ好きは健在で、ラブに叱られて泣きだす。
タルト
声 - 松野太紀

サブキャラクター
桃園 あゆみ（ももぞの あゆみ）
桃園 圭太郎（ももぞの けいたろう）
一条 和希（いちじょう かずき）
山吹 正（やまぶき ただし）
山吹 尚子（やまぶき なおこ）
カオルちゃん
ミユキ
知念 大輔（ちねん だいすけ）
沢 裕喜（さわ ゆうき）
御子柴 健人（みこしば けんと）
西 隼人（にし はやと） / ウエスター
南 瞬（みなみ しゅん） / サウラー
テディベアをもらった少女
フェアリーパークの来場客。なお、隼人（ウエスター）と瞬（サウラー）は『フレッシュ』本編の最終回でせつなとともにラビリンスに帰っていったが、ラブたちのところに戻っている。
ティラミス
ウサピョン
テディベア
フェアリーパークの運営に携わっている者たち。

### ハートキャッチプリキュア!
プリキュア
突然出て行ったシプレとコフレを探すため、フェアリーパークに来場しラブたちと出逢い友だちとなる。ノーザたちが襲来した際にはラブたちに先んじてプリキュアに変身するが、彼女たちもと知ると驚愕する。
最終的に、レインボー化してパワーアップする。
花咲 つぼみ（はなさき つぼみ） / キュアブロッサム
声 - 水樹奈々
来海 えりか（くるみ えりか） / キュアマリン
声 - 水沢史絵
キュアサンシャインとキュアムーンライトは未登場。ただし、明堂院いつき（サンシャイン覚醒前）と月影ゆり（ムーンライトとしての能力を失効中）は下記の通りフェアリーパークの来場客として登場している。

妖精
フェアリーパークの招待状を残し、つぼみたちの元から姿を消す。パークでは入場ゲートでライトを配っていた。
シプレ
声 - 川田妙子
コフレ
声 - くまいもとこ
ポプリは未登場。

サブキャラクター
明堂院 いつき（みょうどういん いつき）
月影 ゆり（つきかげ ゆり）
花咲 薫子（はなさき かおるこ）
佐久間 としこ（さくま としこ）
黒田 るみこ（くろだ るみこ）
フェアリーパークの来場客
花咲 みずき（はなさき みずき）
来海 さくら（くるみ さくら）
冒頭のシーンのみに登場。

### 本作の敵
ボトム
声 - 梁田清之
本作品の事件の首謀者。暗黒の力を生みだす深海の闇。3の目が特徴の巨大なエネルギー体のような姿が特徴。
千年もの長い間、希望の光の源とされる「レインボージュエル」の強大な力を吸収することで無限の力を手に入れ、世界を一筋の光も届かない深海の闇に沈めようと目論む。
本作品ではプリキュアの活躍によって倒された敵幹部たちを深海からよみがえらせ、彼らにレインボージュエルの奪取と邪魔な存在にあたるプリキュアオールスターズの排除を命じる。また、はじめは深海を拠点としていたが、レインボージュエルを奪ったことで「フェアリーパーク」内の城に拠点を移している。
物語終盤では、レインボージュエルと復活させた敵幹部たちを吸収して最終形態へと変貌し、プリキュアオールスターズの力と希望を奪う。しかし、観覧していた人々からの応援を受けて「キュアレインボー」へと進化を果たして復活したプリキュアオールスターズの活躍によって徐々に逆転され、最終的には彼女たちの必殺技である「プリキュア・レインボージュエル・ソリューション」を受けて倒された。
のちの『映画 プリキュアオールスターズDX3 未来にとどけ! 世界をつなぐ☆虹色の花』では、その作品の事件の首謀者であるブラックホールに生みだされた存在であることが明らかされた。
最終形態
レインボージュエルの力を取り込んだ姿。地球の地平線がみえるほどの巨大な黒いサメのような姿となり、目は赤く光るようになる。
すさまじい強さをもっており、口から巨大な光線を放って攻撃し、フルパワーだとパワーアップしたプリキュアたちの合体技をも相殺する威力がある。

#### 歴代の敵幹部たち
いずれもプリキュアたちによって倒された敵勢力の幹部たち。いずれも深海の底に埋まっていたが、ボトムの暗黒の力によって復活した。そのため、幹部にはボトムの意思が入り込む描写がある。
本作品では暗く冷たい暗黒の世界を見せてもらうために、ボトムへの忠誠心をそれぞれみせている。物語終盤では「レインボージュエル」を手にしたボトムの力でパワーアップを果たし、その強大な力でプリキュアオールスターズを追いつめ、最終的には「レインボージュエル」を手にしてパワーアップしたボトムによって吸収される形で完全に消滅・本作品の事件の陰謀者であるボトムに再統合された。のちのかつてダークフォールの滅びの戦士だったモエルンバ、ミズ・シタターレ、 かつてダークフォール最強の滅びの戦士だったキントレスキーの3人は『映画 プリキュアオールスターズNewStage3 永遠のともだち』にて再登場している。
ウラガノス
声 - 高木渉
かつてドツクゾーンの闇のファイターだった巨体の身体をもつ敵。
本作品ではノーザ、ムカーディア、キントレスキーとともにレインボージュエルを探りに襲撃し、キュアパインと交戦する。そのあとは、お化け屋敷で妖精たちを発見して追いつめるが、彼らの「ミラクルライト」を直に浴びて消滅した。
カレハーン
声 - 千葉一伸
かつてダークフォールの滅びの戦士だった枯れ葉のような敵で、ダークフォールの戦士時代にあった「カレっち」という愛称は未だに健在。
本作品ではアラクネアとともに孤立したつぼみたちに襲いかかるが、救援に駆けつけたキュアピーチたちと交戦し、アラクネアと2人で『フレッシュプリキュア!』を追いつめる。
相手に「カレーパン」と呼び間違えられるのが相変わらずで、本作ではアラクネアに「カレーパン」と名前を間違えられる。
モエルンバ
声 - 難波圭一
かつてダークフォールの滅びの戦士だった炎のような敵。
本作品ではミズ・シタターレと組み、つぼみたちを排除しようとしたが、ハデーニャの参戦とともにプリキュア5と交戦する。本作では新しく全身を炎化させるなどの技をみせ、プリキュア5を追いつめている。
ミズ・シタターレ
声 - 松井菜桜子
かつてダークフォールの滅びの戦士だった水のような敵。
本作品ではモエルンバとともにシプレとコフレを捕らえ、プラネタリウム空間でつぼみたちを迎え撃つが、救援に駆けつけたプリキュア5やミルキィローズと交戦となる。本作では新しく全身を水化させるなどの技をみせ、ハデーニャと2人でミルキィローズを追いつめている。
キントレスキー
声 - 小杉十郎太
かつてダークフォール最強の滅びの戦士だった鋼のような敵。
本作品ではノーザ、ムカーディア、ウラガノスとともにレインボージュエルのを探りに来て、キュアピーチと交戦する。そのあと「フェアリーパーク」の一部をえぐり取り、持ち前の怪力でパーク前の橋目掛けて投げつけて橋を壊し、プリキュアたちの逃げ場を失わせた。
物語終盤で再来した際にはノーザ、ムカーディア、ネバタコスとともにキュアブロッサムたちを迎え撃つが、援助に参戦したキュアブラックたちと交戦することなり、かつての最終形態へと変貌して「スパークルブレス」を装着したキュアブラックを追いつめている。
アラクネア
声 - 沢海陽子
かつてナイトメアのメンバーだったクモのような敵。
本作品ではカレハーンとともに孤立したつぼみたちに襲いかかるが、救援に駆けつけたキュアピーチたちと交戦となる。物語終盤ではかつての最終形態へと変貌し、カレハーンと2人で『フレッシュプリキュア!』を追いつめている。
本編では最終形態となる際は「黒い紙」を使用して自我が消失する設定だが、本作では自力で最終形態となり、その状態でも自我を保つことが可能となる。
ハデーニャ
声 - 小宮和枝
かつてナイトメアの上級幹部だった鳥のような敵。本編同様、プリキュア5からは組織名で呼ばれている。
本作品ではモエルンバとミズ・シタターレに続いてプリキュア5たちの前にあらわれ、ミルキィローズと交戦する。物語終盤ではかつての最終形態へと変貌し、ミズ・シタターレと2人でミルキィローズを追いつめている。また、アラクレアとともに原作の本編とは異なり、最終形態になっても自我を保っている。
ネバタコス
声 - 島田敏
かつてエターナルのメンバーだったタコのような敵。
本作品ではノーザ、ムカーディア、キントレスキーとともにキュアブロッサムたちを迎え撃つが、援助に参戦したキュアブルームたちと交戦する。物語終盤ではかつての最終形態へと変貌し、「スパークルブレス」を装着したキュアホワイトやシャイニールミナスを追いつめている。
ムカーディア
声 - 置鮎龍太郎
かつてエターナルのメンバーだったムカデのような敵。
本作品ではノーザ、キントレスキー、ウラガノスとともにレインボージュエルを探りに来て、キュアパッションと激闘をする。なおノーザが一時撤退を指示した時、「しかしまだ『没収』が」と、エターナル時代の口癖「没収」を口にしている。物語終盤ではノーザ、ネバタコス、キントレスキーともにキュアブロッサムたちを迎え撃つが、援助に参戦したキュアホワイトたちと交戦し、下半身がムカデのようになった今作オリジナルの最終形態へと変貌する。
ノーザ
声 - 渡辺美佐
かつてラビリンスの最高幹部だった敵。再生幹部の中では参謀的な存在。
本作品ではムカーディア、キントレスキー、ウラガノスとともにレインボージュエルを探りに「フェアリーパーク」に姿をあらわし、キュアベリーと交戦をするも、援助に駆けつけたプリキュアたちを見て一時撤退を指示する。
物語終盤ではムカーディア、ネバタコス、キントレスキーとともにキュアブロッサムたちを迎え撃つが、援助に参戦したイーグレットたちと交戦することになり、かつての最終形態へと変貌して「スパイラルリングリング」を装着したキュアブライトやキュアウィンディを追いつめている。

## キュアレインボー
歴代妖精・歴代サブキャラクター・改心した歴代敵キャラクター・『フレッシュ』までの歴代映画キャラクターが振ったミラクルライトで復活し、背中に羽を生やしたプリキュア達が、さらにパワーアップした姿。すべての戦士に金色の羽が追加されている。名前はキュアレインボーで概ね統一されているが、本項では便宜上かつてのデザインを流用しているものは当時の名称を記述する。
その多くは劇場版などにおけるパワーアップ変身であるが、元のデザインがあるキャラクター達も、一部のデザインは今作のレインボー仕様として一部追加されたり変更された部分がある（主に金色の羽の追加）。なお、公開当時単独公開の作品がなかった『ハートキャッチ』や元になった作品に登場しなかったものは本作において独自に設定された。
ブライティブルームとウィンディイーグレット以外は、下記の通り特に設定上の固有名は明かされていない。
キュアブラック（スーパープリキュア）
キュアホワイト（スーパープリキュア）
レインボーシャイニールミナス（スーパープリキュア）
キュアブラック、キュアホワイト、シャイニールミナスが変身する。羽が追加された以外、大きな変更点はない。
ブライティブルーム
ウィンディイーグレット
キュアブルーム、キュアイーグレットが変身する本作独自の変身形態。名前のとおり、それぞれブルームとブライト、イーグレットとウィンディの衣装要素を足して2で割ったような姿となっている。
シャイニングドリーム
キュアルージュ（レインボー）
キュアレモネード（レインボー）
キュアミント（レインボー）
キュアアクア（レインボー）
レインボーミルキィローズ
プリキュア5およびミルキィローズが変身する。出典の作品においてはドリーム以外のパワーアップ形態はなかったが、本作では他のメンバーも独自に設定された。外見はシャイニングドリームとは異なり大きく衣装が変わるわけではない。
プリキュア5はシャイニングドリームのように胸の薔薇が巨大化していることと二対の羽がスカート後部に追加されているのが主な特徴。ミルキィローズは肩のフリルが三段に追加され、スカートがロングになった。
エンジェルピーチ
エンジェルベリー
エンジェルパイン
エンジェルパッション
キュアピーチ、キュアベリー、キュアパイン、キュアパッションらが変身する。羽が若干変更された以外はとくに変更点はない。
キュアブロッサム（レインボー）
キュアマリン（レインボー）
通常に比べてスカートの花びらの枚数が増えるなど、若干装飾が追加されている。なお、後の本編においてはこの姿ではなく「スーパーシルエット」という新たな形態が登場し、以降の劇場版では後者へと変身している。

### 必殺技
プリキュア・レインボージュエル・ソリューション
17人のキュアレインボーの力を集結させた合体技。掛け声は「溢れる希望に勇気を乗せて!光り輝く未来に届け!」で、金色の光線を相手に放つが、フルパワーを発揮することで虹色に変化する。一部のキャラクターは合体技などの際に使用するアイテムを持っており、劇中で確認出来るのはフラワータクト、スパークルブレス、キュアフルーレ、ミルキィミラーの四つである。

## 用語・設定
フェアリーパーク
妖精達の作り上げたテーマパーク。海上にあり、施設までは長大なハイウェイで陸地と繋がっている。えりか曰く今までは何もなかったはずなのに突然現れたものだという。中には歴代妖精たちをモチーフにしたアトラクションがあり、レインボージュエルを保管している場所もある。
各作品において妖精たちはその存在が秘匿されているが、本作での妖精達は普通に来場客と接しており、「このテーマパークが妖精たちによって運営されている」という事実に客側が疑問を抱く描写はない。ただし、つぼみは「大胆なことをしてる」とコメントしている。
招待状には妖精達のホログラムが仕掛けられているが、ミルクだけはその中にいない。
レインボージュエル
1000年に1度目覚めるという、フェアリーパークの宝物。貝殻の中に収められており、上に浮かび上がっているハートマークの光が全て満たされた時完全に覚醒する。本作ではプリキュアの力の源という設定があり、これを奪われるとプリキュアは力を失い、衣装の色彩に曇りが生まれ、宝石型のアクセサリーは完全に色を失う。
クリスタルミラクルライト
レインボージュエルの在処を示したり、プリキュアに力を与えるアイテム。フェアリーパークで妖精たちが配布していた。ライトの部分が宝石の形になっている。劇中では「ミラクルライト」と呼称されているが、DVDのチャプターでは正式名称がチャプタータイトルになっている。
歴代妖精・歴代サブキャラクター・『フレッシュ』までの歴代映画キャラクターがライトを振り、プリキュアたちをキュアレインボー化をさせた。

## スタッフ
- 製作：高橋浩（東映アニメーション）、中曽根千治（東映）、渡辺克信（朝日放送）、竹中一博（バンダイ）、篠田芳彦（アサツー ディ・ケィ）、中山晴喜（マーベラスエンターテイメント）、木下直哉（木下工務店）
- 企画：鷲尾天、西出将之
- 原作：東堂いづみ
- 脚本：村山功
- 製作担当：末竹憲
- 音楽：高梨康治、佐藤直紀
- 美術デザイン：平澤晃弘
- 美術監督：平間由香
- 色彩設計：澤田豊二
- デジタル撮影監督：大坪聡
- オリジナルキャラクターデザイン：稲上晃、川村敏江、香川久、馬越嘉彦
- キャラクターデザイン・作画監督：青山充
- 編集：麻生芳弘
- 演出・絵コンテ：大塚隆史、松本理恵
- 製作：映画 プリキュアオールスターズ製作委員会（東映アニメーション、東映、バンダイ、アサツー・ディ・ケイ、朝日放送、マーベラスエンターテイメント、木下工務店）
- アニメーション制作：ABC・東映アニメーション
- 監督：大塚隆史
- CGディレクター：宮原直樹

## 主題歌
オープニングテーマ「キラキラkawaii! プリキュア大集合♪〜キボウの光〜」
作詞：青木久美子、作曲：小杉保夫、編曲：大石憲一郎、歌：池田彩/コーラス：ヤング・フレッシュ
エンディングテーマ「17jewels 〜プリキュアメドレー2010〜」
メドレー編曲：大石憲一郎、歌：池田彩&工藤真由/コーラス：ヤング・フレッシュ

### シングルCD
- キラキラkawaii! プリキュア大集合♪〜キボウの光〜/17jewels 〜プリキュアメドレー2010〜（2010年3月24日、DVD付：MJCD-23081、通常盤：MJCD-23082）
  - CD
    1. キラキラkawaii! プリキュア大集合♪〜キボウの光〜
前作のオープニングテーマだった「キラキラkawaii! プリキュア大集合♪」の第2弾。
    2. 17jewels 〜プリキュアメドレー2010〜
曲目は、「Alright! ハートキャッチプリキュア!」、「まかせて★スプラッシュ☆スター★」、「Let's!フレッシュプリキュア! 〜Hybrid ver.〜」、「DANZEN! ふたりはプリキュア (Ver. Max Heart)」、「プリキュア5、フル・スロットルGO GO!」、「Alright! ハートキャッチプリキュア!」、「キラキラkawaii! プリキュア大集合♪〜キボウの光〜」。
    3. キラキラkawaii! プリキュア大集合♪〜キボウの光〜（オリジナル・カラオケ）
    4. 17jewels 〜プリキュアメドレー2010〜（オリジナル・カラオケ）

  - 映像特典DVD
    1. オープニング・ノンテロップムービー：映画 プリキュアオールスターズDX みんなともだちっ☆奇跡の全員大集合!
    2. エンディング・ノンテロップムービー：映画 プリキュアオールスターズDX みんなともだちっ☆奇跡の全員大集合!
    3. エンディング・ノンテロップムービー（ショートバージョン）：映画 プリキュアオールスターズDX2 希望の光☆レインボージュエルを守れ!

## DVD・Blu-ray
2010年7月21日にBlu-rayとDVDがリリースされる。プリキュアシリーズにおいて、本編がBlu-ray化されるのは本作が初である。レンタル版（DVDのみ）も2010年7月9日にレンタル開始された。Blu-ray版は特装版しかなく、レンタルはされていない。
特装版ではエンディングにおけるCGダンス映像が、劇場よりも長いコンプリートバージョンとなっており、また映像特典として舞台挨拶映像、特別番組も収録される。
2013年3月20日にはオールスターズDXシリーズ3部作をまとめたBD-BOXが発売された。新規の映像特典として本名陽子、樹元オリエ、三瓶由布子、中川亜紀子、水樹奈々、小清水亜美による声優座談会と『ちょ〜短編 プリキュアオールスターズ GoGoドリームライブ』を収録、また映画本編には鷲尾天と大塚隆史によるオーディオコメンタリーが音声特典として収録されている。

## フィルムコミック
アニメコミック『映画 プリキュアオールスターズDX2 希望の光☆レインボージュエルを守れ!』
2010年6月20日に一迅社から発売。本編のフィルムを再編集して漫画化した。
「キャラクター紹介」ページではプリキュアと妖精たちのみ紹介、ボトム軍団は元より、異世界の精霊たち（チョコラ、ウサピョンなど）や観客役である歴代サブキャラクター（志穂、みのり、満&薫、健太、ブンビー、美香など）は紹介されていない。
OPはフェアリーパークの風景などを除いて収録されているが、ラブが電車に乗り遅れる場面では、オリジナルの台詞が入っている。またラストはプリキュアたちと妖精たちの記念写真の場面で終わり、EDとエピローグは全て省かれた。
本編部では変身シークエンスを初め、一部収録されない場面が存在した。次の通り。
1. パークゲートでコフレからミラクルライトをもらったみのりが、コフレと「ありがと、ウサギさん」「ウサギじゃないですっ」と言い合う場面。
2. ゲート前でコフレをえりかがこねくり回すと、列の中のブンビーが抗議する場面
3. つぼみとラブが初対面し、オールスターズ映画恒例「ホワイトバック・スローモー」になる場面
4. ボトム軍団の先兵4名（ノーザ・ウラガノス・キントレスキー・ムカーディア）が現れたため、ムープ・フープ・チョコラが観客を誘導する場面
5. キントレスキーが投げた「パーク土地の一部」を見て、志穂とブンビーが驚く場面
6. ピーチ達の攻撃で吹っ飛ばされたアラクネアとカレハーンが、「いつまで寝ている!? カレーパン!!」「カレハーンだ!!」と言い合う場面
7. なぎさがメップルからポップコーン追加を断られて、「ケチィ!」とむくれるが、直後にチョコパフェのある場所へ急ぐ場面

など。ただし「ミラクルライト」関連の台詞はそのまま収録された。

## 朝までプリキュア!オールナイト
2010年4月3日、本作の公開を記念し、新宿バルト9で行われたシリーズ初のオールナイトイベント。これまでのプリキュアシリーズの劇場版を、休憩やトークショーを挟みつつ約12時間通して鑑賞するという内容。本来の対象年齢として設定されている女児層は、条例により保護者同伴であっても参加することは不可能であり、それ以外にも18歳未満は来場禁止となっているなど、対象年齢層の高いイベントとなった。
来場者には特別にレインボーミラクルライト、ミラクルハートライト、そして本作のクリスタルミラクルライトの三種類、そして後述する宣伝ポスターの絵柄を使用したポストカード18枚セットを、年齢問わず来場者全員に配られた。チケットは即日完売する好セールスとなっている。
トークショーの登壇者は、それぞれ『ふたりはプリキュア』シリーズから本名陽子とゆかな、『Splash Star』から樹元オリエと榎本温子、『プリキュア5』シリーズから三瓶由布子と仙台エリ、そして『フレッシュ』から沖佳苗と小松由佳。また、サプライズとして水樹奈々と水沢史絵がビデオレター出演し、それぞれシリーズの思い出や思い入れを語った。その他にも、スタッフや歌手、そして本シリーズ出演者の数名がスタッフ席で鑑賞した。
イベントの最後には、本シリーズの生みの親、鷲尾天が登壇して締めの挨拶を行い、帰路につく観客達の見送りを行った。鷲尾は前作とは異なり本映画の企画及び現プリキュアシリーズには携わっていないが、今後も同様のイベントを企画できるよう働きかけるとしている。

## 特別番組
『映画 プリキュアオールスターズDX2のすべて』
全国各局で放送された特別番組。ナレーションはシプレ（川田妙子）とコフレ（くまいもとこ）。歴代プリキュア映画や本作が紹介された。なお、DVDの特装版にはこの番組が収録されている。
| 放送地域       | 放送局             | 放送日        | 放送時間           | 系列           | 備考             |
| -------------- | ------------------ | ------------- | ------------------ | -------------- | ---------------- |
| 愛媛県         | 愛媛朝日テレビ     | 2010年3月13日 | 土曜 6:30 - 7:00   | テレビ朝日系列 |                  |
| 日本全域       | 東映チャンネル     | 2010年3月13日 | 土曜 10:00 - 10:30 | CS放送         | リピート放送あり |
| 東京都         | TOKYO MX           | 2010年3月13日 | 土曜 19:00 - 19:30 | 独立局         |                  |
| 日本全域       | BS11               | 2010年3月13日 | 土曜 19:30 - 20:00 | BS放送         | 『アニメ+』枠    |
| 埼玉県         | テレ玉             | 2010年3月13日 | 土曜 19:00 - 19:30 | 独立局         |                  |
| 山梨県         | テレビ山梨         | 2010年3月19日 | 金曜 16:00 - 16:30 | TBS系列        |                  |
| 大分県         | 大分朝日放送       | 2010年3月20日 | 土曜 4:35 - 5:05   | テレビ朝日系列 |                  |
| 新潟県         | 新潟テレビ21       | 2010年3月20日 | 土曜 5:20 - 5:50   | テレビ朝日系列 |                  |
| 山口県         | 山口朝日放送       | 2010年3月20日 | 土曜 6:00 - 6:30   | テレビ朝日系列 |                  |
| 香川県・岡山県 | 瀬戸内海放送       | 2010年3月20日 | 土曜 6:45 - 7:15   | テレビ朝日系列 |                  |
| 熊本県         | 熊本朝日放送       | 2010年3月20日 | 土曜 6:45 - 7:10   | テレビ朝日系列 |                  |
| 長崎県         | 長崎文化放送       | 2010年3月21日 | 日曜 4:50 - 5:20   | テレビ朝日系列 |                  |
| 山形県         | 山形テレビ         | 2010年3月21日 | 日曜 6:00 - 6:30   | テレビ朝日系列 |                  |
| 北海道         | 北海道テレビ       | 2010年3月21日 | 日曜 6:30 - 7:00   | テレビ朝日系列 |                  |
| 中京広域圏     | メ〜テレ           | 2010年3月21日 | 日曜 6:30 - 7:00   | テレビ朝日系列 |                  |
| 石川県         | 北陸朝日放送       | 2010年3月21日 | 土曜 10:15 - 10:45 | テレビ朝日系列 |                  |
| 神奈川県       | tvk                | 2010年3月21日 | 日曜 17:30 - 18:00 | 独立局         |                  |
| 日本国内       | J:COM              | 2010年3月21日 | 日曜 20:00 - 20:30 | CATV           |                  |
| 広島県         | 広島ホームテレビ   | 2010年3月22日 | 月曜 9:55 - 10:25  | テレビ朝日系列 |                  |
| 日本全域       | アニマックス       | 2010年3月22日 | 月曜 10:00 - 10:30 | BS/CS放送      |                  |
| 富山県         | チューリップテレビ | 2010年3月23日 | 火曜 14:28 - 14:58 | TBS系列        |                  |
| 青森県         | 青森朝日放送       | 2010年3月25日 | 木曜 16:30 - 17:00 | テレビ朝日系列 |                  |
| 福井県         | 福井テレビ         | 2010年3月26日 | 金曜 14:05 - 14:32 | フジテレビ系列 |                  |
| 岩手県         | 岩手朝日テレビ     | 2010年3月27日 | 土曜 6:30 - 7:00   | テレビ朝日系列 |                  |
| 秋田県         | 秋田朝日放送       | 2010年3月28日 | 日曜 6:30 - 7:00   | テレビ朝日系列 |                  |
| 近畿広域圏     | 朝日放送           | 2010年3月29日 | 月曜 9:30 - 10:00  | テレビ朝日系列 |                  |
| 高知県         | テレビ高知         | 2010年3月29日 | 月曜 14:25 - 14:54 | TBS系列        |                  |
| 宮崎県         | 宮崎放送           | 2010年3月30日 | 火曜 15:30 - 16:00 | TBS系列        |                  |
| 長野県         | 長野朝日放送       | 2010年4月1日  | 木曜 14:00 - 14:30 | テレビ朝日系列 |                  |
| 静岡県         | 静岡朝日テレビ     | 2010年4月2日  | 金曜 3:25 - 3:55   | テレビ朝日系列 |                  |
| 福島県         | 福島放送           | 2010年4月3日  | 土曜 5:15 - 5:45   | テレビ朝日系列 |                  |
| 沖縄県         | 琉球朝日放送       | 2010年4月4日  | 日曜 6:00 - 6:30   | テレビ朝日系列 |                  |
| 福岡県         | 九州朝日放送       | 2010年4月4日  | 日曜 6:30 - 7:00   | テレビ朝日系列 |                  |
| 鳥取県・島根県 | 山陰放送           | 2010年4月5日  | 月曜 15:55 - 16:24 | TBS系列        |                  |
| 宮城県         | 東日本放送         | 2010年4月7日  | 水曜 16:31 - 17:00 | テレビ朝日系列 |                  |
| 鹿児島県       | 鹿児島放送         | 2010年4月10日 | 土曜 6:30 - 7:00   | テレビ朝日系列 |                  |

## その他
- 当初の段階では、企画の鷲尾天は『海底二万哩』みたいなものを提案した。だが大塚監督は海が舞台だと説明が必要になり、「余計な説明を入れるならプリキュアを活躍させたい」と思っており、その上海中で戦う状況が理解できなかった[注 16]。その後、打合せの帰りに監督補佐の松本理恵が「遊園地ってのは」と助言し、それを提案したところ、受け入れた鷲尾が「妖精の遊園地」に変更した[11]。
- 17人のプリキュアの声優達は、前作同様奇跡的に全員集合しての収録となった[12]ものの、全員揃ったシーンはわずかであったという[13]。初日舞台挨拶の際は、舞台登壇者以外の出演者も駆けつけた[14]。
- 2010年3月15日から21日まで、東京メトロ新宿駅、メトロプロムナードにて、本作の20連プレミアムボードが期間限定で公開された。
- 『ハートキャッチプリキュア!』のメンバーは、3話から4話を収録した前後でのアフレコ参加となり、「まだキャラクターを掴めていなくて大変だろうから」という理由で、ハートキャッチのチームが活躍するパートだけは概ね絵が完成した状態で収録が行われた。反面、その他のメンバーの完成度はまちまちだったという[15]。
- 特報やCMなどには、上映作品では使用されていないイメージ映像が作成・利用されている。
  1. ノーザがドリームとピーチを追いかける。
  2. 通常状態のキントレスキーが、キュアブラックと肉弾戦を繰り広げる。
  3. キュアブライトの光の力を水上ボードにして、キュアウィンディの風の力で水上を駆け抜け、ウラガノスがそれを追う。
- 「プリキュア・フローラルパワー・フォルテシモ」の技名を水樹と水沢がアフレコしたのは、本作が初めてである[16]。
- スタッフロール後、『映画 ハートキャッチプリキュア! 花の都でファッションショー…ですか!?』の特報が流れ、同作の公式ホームページでも観ることができる。

## ネット配信
YouTube「プリキュアYouTube公式チャンネル」より、2020年4月3日18時00分から同年4月10日17時59分まで、本作と『映画フレッシュ』・『映画ハートキャッチ』の計3本が期間限定無料配信された。